# Loi sur la trahison de la patrie
En Union soviétique, la loi du 8 juin 1934 sur la trahison de la patrie est un texte législatif qui prévoyait la peine de mort pour les actes de « trahison de la patrie » et introduisait la responsabilité collective des familles pour les actes d'un de leurs membres.

## Contexte et élaboration

### Contexte politique, économique et international
Sur le plan interne russe, et plus globalement soviétique, ce texte s'inscrit dans le cadre de la fin du premier plan quinquennal (1928-1933), de la lutte des staliniens contre Trotsky, de l'holodomor ukrainien, etc.
Sur le plan international, il est débattu et promulgué dans un contexte trouble : avènement d'Adolf Hitler en Allemagne, coups d'État en Pologne et dans les pays baltes, début de la Longue marche de Mao en Chine, etc.
On constate que ce texte marque une répression sévère interne, tandis que l'URSS s'ouvre sur le plan international (entrée à la SDN, pacte de non agression avec la Roumanie, pourparlers politiques et économiques avec la France (Pacte oriental), etc.
Le projet de loi est débattu pendant le XVIIe congrès (dit congrès des vainqueurs) du parti communiste de l'Union soviétique (PCUS), qui s'est tenu du 26 janvier au 10 février 1934.

### Inspiration idéologique
La loi renoue avec certaines pratiques tsaristes qui, dès le XVIIe siècle, permettaient la déportation en Sibérie de tout opposant révolutionnaire dans les Katorgas, camps analogues aux Goulags.
Sur le plan historique, elle s'inspire aussi clairement :
- de la Loi des suspects (1793) édictée par la Convention nationale sous la Révolution française ;
- de la Loi de sûreté générale du Second Empire français.

## Dispositions légales
- S'agissant des personnes condamnées pour « acte de trahison de la patrie », la nouvelle loi prévoit, par ordre décroissant de pénalité, la peine de mort, la déportation en Sibérie, la privation de la nationalité soviétique et des droits civiques.

- S'agissant des membres majeurs de la famille des condamnés qui se sont enfuis à l'étranger, même si ces membres n'ont pas eux-mêmes pris la fuite ou si, la fuite de celui qui est parti n'a pas été favorisée par les autres membres de la famille, la nouvelle loi prévoit une responsabilité collective familiale, et l'application de peines d'emprisonnement (2 à 5 ans d'emprisonnement) et/ou d'exil en Sibérie.

## Critique de la loi
- Compte tenu du flou du concept de « trahison de la patrie », la loi permet de sanctionner à peu près n'importe qui en URSS. Le principe de légalité n'est pas respecté, puisque le terme incriminant n'est pas défini.

- En droit commun, nul ne peut être condamné pour le fait d'un tiers : tous les systèmes juridiques reconnaissent le principe que seul celui qui a commis un acte délictueux doit être sanctionné, et non pas ses parents, ses frères ou sœurs, ses neveux.

## Explication anthropologique et politique
- Outre la volonté de pouvoir incarcérer toute personne à volonté, le texte avait pour but d'empêcher toute tentative de trahison, sabotage, liaison avec l'ennemi, en prenant les autres membres de la famille comme otages. Il avait donc pour but de favoriser la répression mais aussi la délation familiale.

- Staline, qui était géorgien, avait été éduqué dans sa jeunesse dans le cadre du principe de la responsabilité familiale : en Géorgie, comme dans beaucoup de sociétés patriarcales et rurales, ce n'est pas l'individu qui prime, c'est le clan. Lorsqu'un membre du clan trahit un autre clan, c'est l'ensemble du clan qui doit répondre de la faute d'un de ses membres [2].

## La loi du 8 juin 1934, outil juridique des Grandes purges
Lorsque Sergueï Kirov est assassiné le 1er décembre 1934, Staline prend prétexte de cet assassinat pour réprimer sévèrement l'appareil communiste de Léningrad, dirigé par Kirov et qui était semi-autonome. La loi du 8 juin 1934 est alors utilisée « en grand », des milliers de personnes étant déportées sans jugement.
Lors de l'instauration des campagnes de terreur, d'abord en 1936 avec les Procès de Moscou, puis en 1937-1938 au moment des Grandes Purges, la loi du 8 juin 1934 sera l'outil juridique privilégié du NKVD et des juridictions spéciales pour ordonner arrestations et exécutions arbitraires.